# Lambert de Lieja
Lambert de Lieja, també anomenat Lambert de Maastricht, o Llambert i venerat a l'església catòlica com a Sant Lambert (vers 635 a Maastricht i mort a Lieja el 17 de setembre de probablement 705) va ser bisbe del bisbat de Maastricht de 669 fins a la seva mort.

## Biografia
Lambert (també escrit Lamprecht, Lambrecht o Landibert) era un fill d'una família comtal. Després de l'assassinat del seu oncle i mestre Teodard al 670 va esdevenir bisbe de Tongeren i Maastricht, amb seu a Maastricht.
Després de la mort del regent merovingi Khilderic II, el majordom Ebroí va aconseguir el poder i va bandejar Lambert a l'Abadia de Stavelot. El seu successor, Pipí d'Héristal va reintegrar-lo. Segons certes fonts, hauria col·laborat amb Willibrord d'Utrecht per a modernitzar la diòcesi i per a propagar el catolicisme al ducat de Brabant i a Taxàndria.
Com que sempre va defendre el dret a la immunitat de l'església envers el poder de l'estat, van assassinar-lo al 17 de setembre, probablement de l'any 705, a casa seva a Lieja. Van enterrar-lo a l'església Sant Pere de Maastricht. Vers 717, el seu successor, Hubert de Lieja, va decidir de transferir la seva despulla a Lieja. Ja des del 714 es parla d'una basílica de Sant Lambert. Com que el culte continuava creixent, el 718 es va construir la catedral de Sant Lambert que va eixamplar-se fins a la seva destrucció després de la revolució francesa el 1794.

## Veneració
El seu dies natalis se celebra el 17 de setembre. La veneració del sant va propagar-se molt ràpidament al territori del bisbat de Lieja i a l'Alemanya actual. El príncep-bisbe Rudolf de Zähringen, nadiu de Friburg, va portar una relíquia a la seva ciutat natal el 1191. Des d'aleshores, Lambert va ser el segon patró de la ciutat, junts amb Sant Jordi.
El sant va donar el seu nom a diverses localitats a Bèlgica a Sint-Lambrechts-Woluwe, Lasne-Chapelle-Saint-Lambert, Tourinnes-Saint-Lambert, Sint-Lambrechts-Herk i Val Saint-Lambert; als Països Baixos a Sint-Lambert-Wulpen, a Alemanya a Lambrecht.

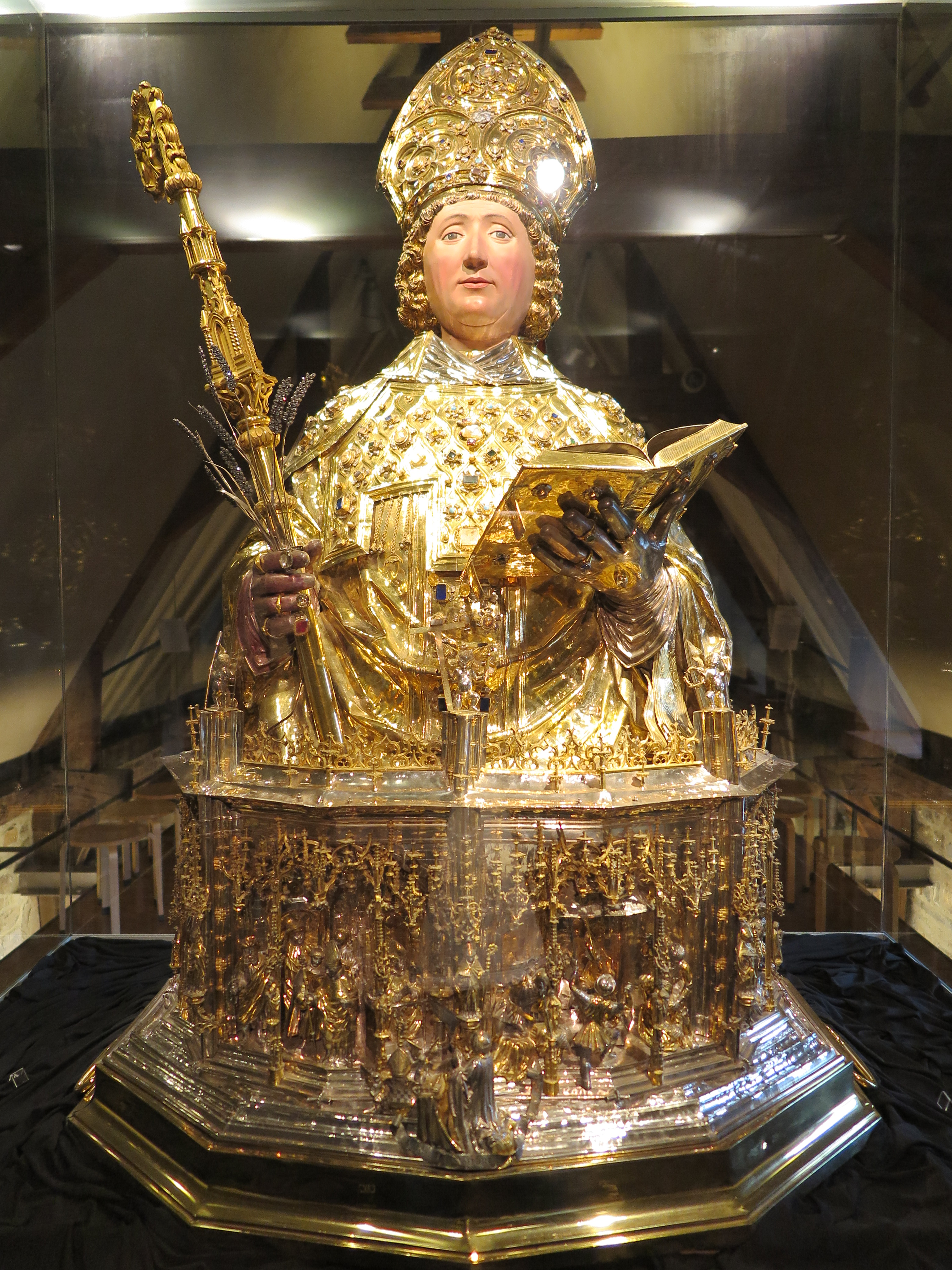
Reliquiari de Sant Lambert en el tresor de la catedral de Sant Pau a Lieja.
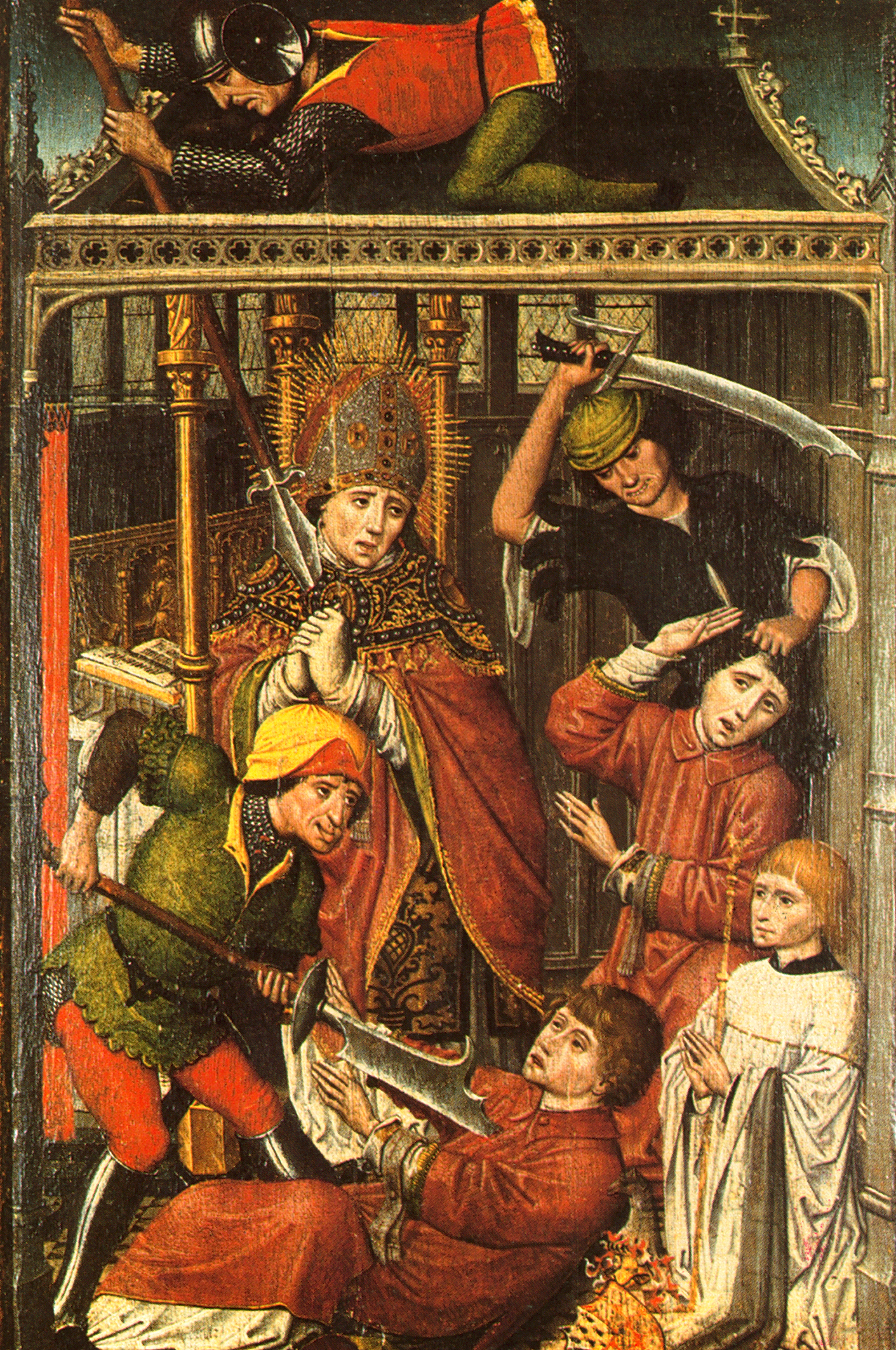
El martiri de Sant Lambert (Segle XV)
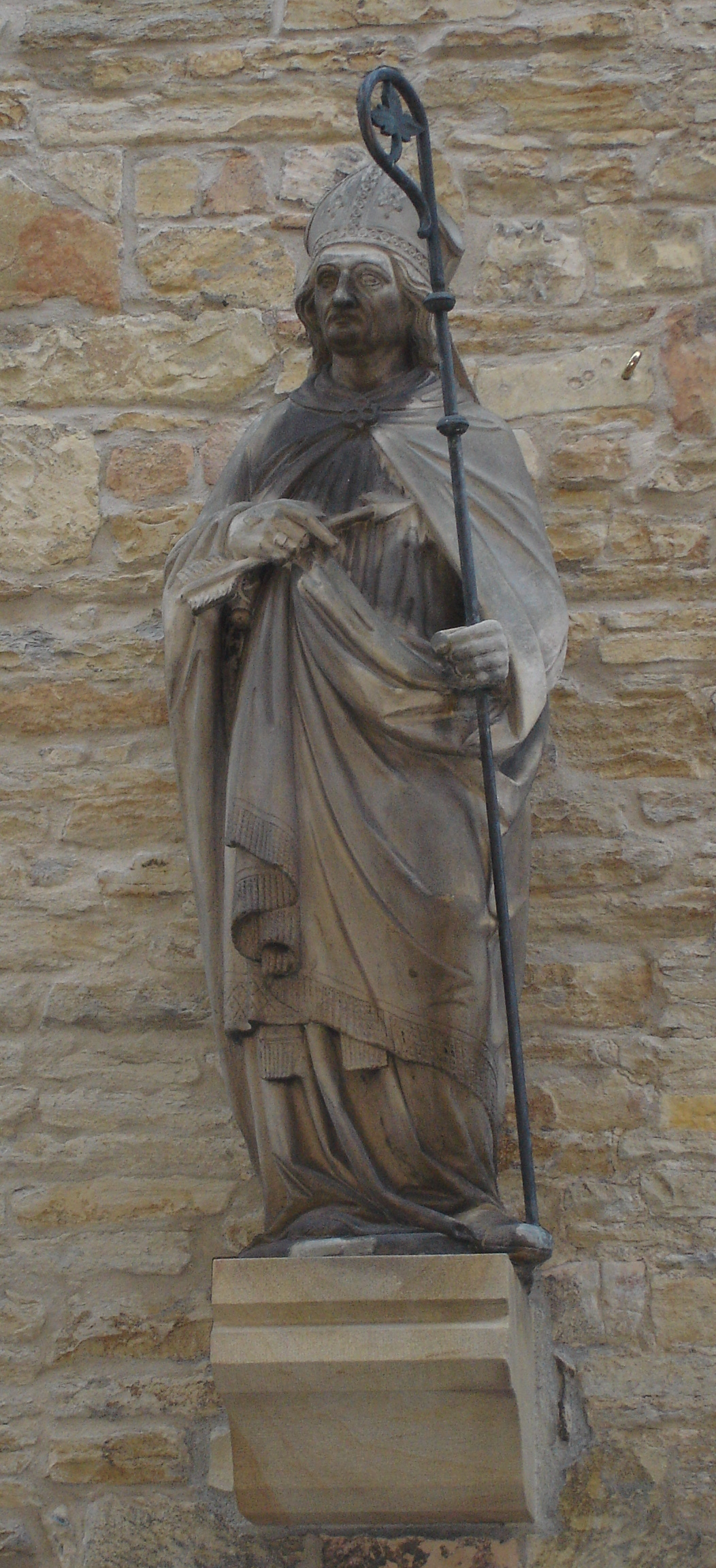
Escultura a l'ajuntament de Münster
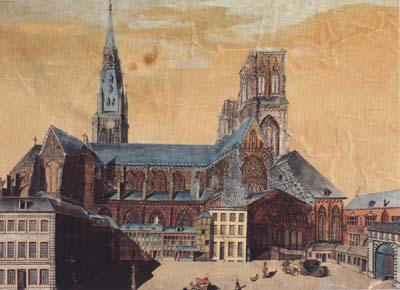
Antiga catedral de Lieja, sobre el lloc del martiri del sant, destruïda el 1794
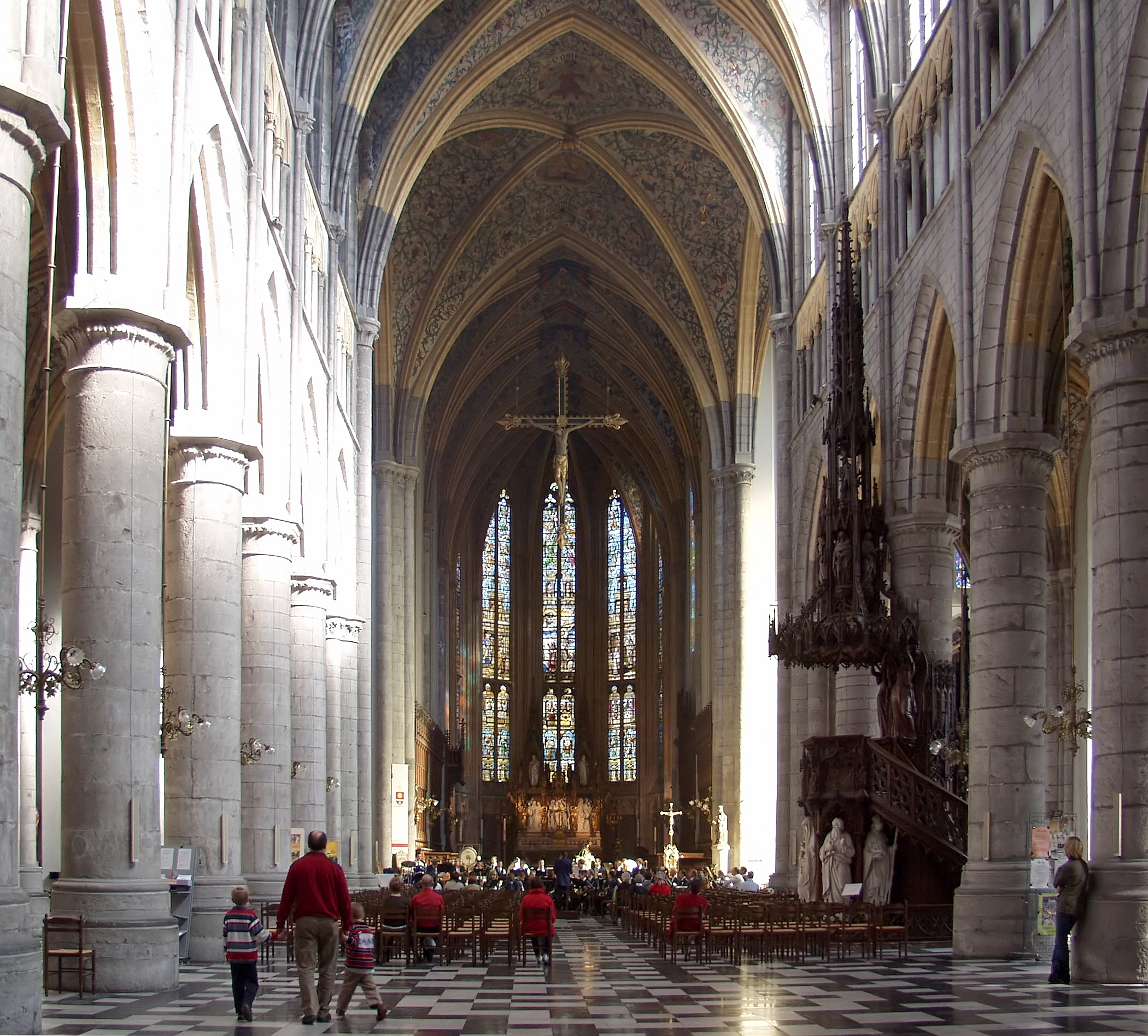
Catedral de Sant Lambert i de Sant-Pau, catedral del diòcesi de Lieja on hi ha les relíquies del sant

### Veneració a Catalunya

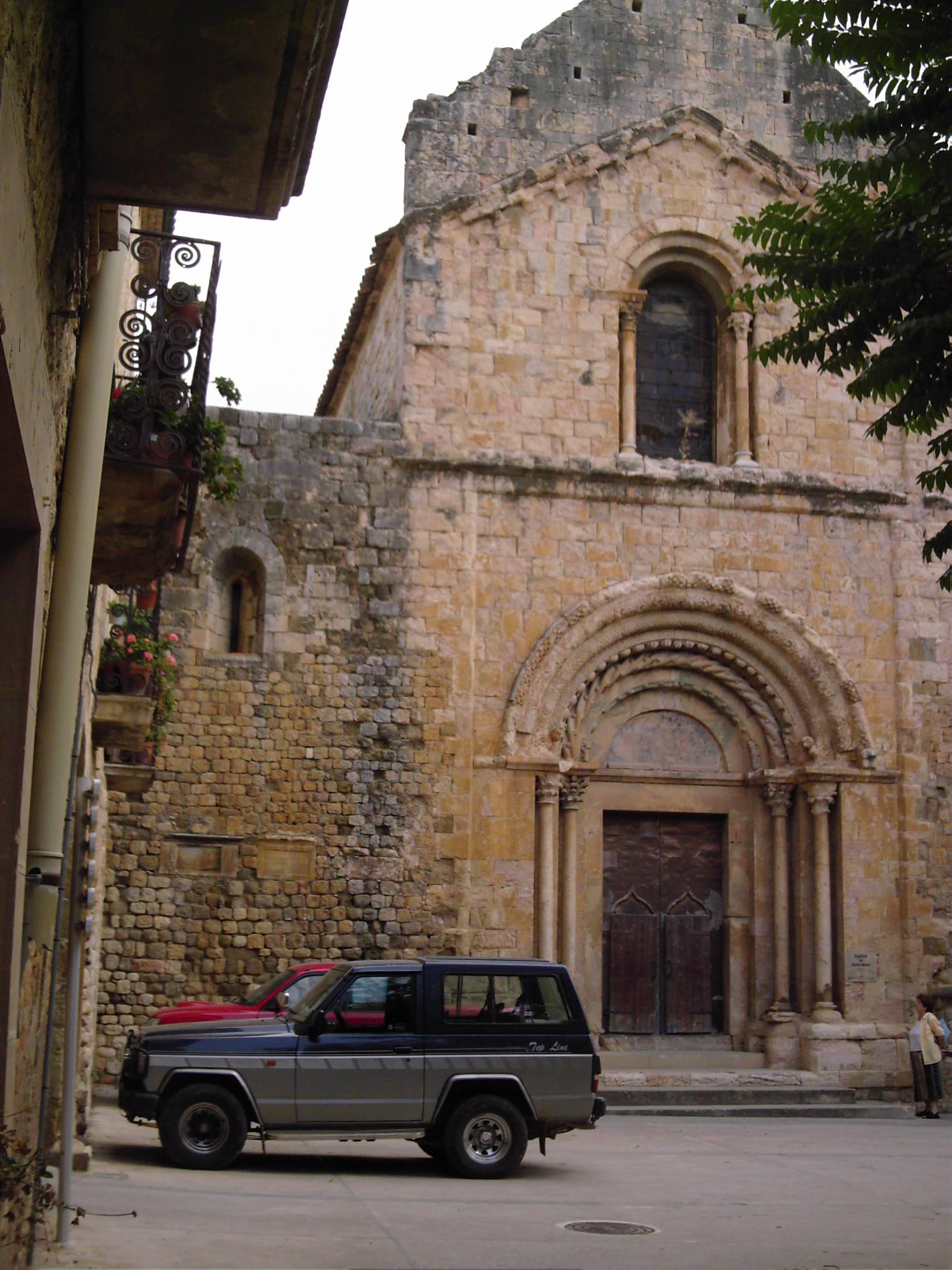
Canònica de Santa Maria de Lladó, amb relíquies del sant des del s. XIV.

La tradició catalana diu que Lambert era pagès i que, malgrat no haver anat a escola, fou bisbe i sant. Era un dels patrons antics de la pagesia de la Catalunya Vella. Unes relíquies del sant arribaren al segle xiv a la canònica de Santa Maria de Lladó, i l'any 1353 el bisbe de Girona concedí el permís de culte a Sant Lambert en aquesta església i les seves filials. Cada any, el dia 17 de setembre, se celebrava al poble la seva festa. De la comarca i de la Garrotxa hi arribava gent que recollia oli de la llàntia del reliquiari i se n'untava l'orella, ja que era invocat contra el mal d'orella. L'almoina que s'hi havia de deixar, però, no havia de ser gran, ja que es deia que si era excessiva, el sant s'ho prenia com un suborn i intensificava el dolor en comptes de guarir-lo. D'aquí que se'n digui:
| « | Al bací de Sant Llambert, qui més hi fa, més hi perd. | » |